# Quê Mỹ Thạnh
Quê Mỹ Thạnh là một xã thuộc huyện Tân Trụ, tỉnh Long An, Việt Nam.
Xã Quê Mỹ Thạnh có vị trí địa lý:
- Phía đông giáp xã Tân Bình
- Phía tây giáp thành phố Tân An
- Phía nam giáp xã Lạc Tấn
- Phía bắc giáp xã Tân Bình và huyện Thủ Thừa.

Xã có diện tích 9,25 km², dân số năm 1999 là 5.187 người, mật độ dân số đạt 561 người/km².

## Hành chính
xã Quê Mỹ Thạnh có 5 ấp, gồm: ấp 1, ấp 2, ấp 3, ấp 4, ấp 5.